# Cambagem
Cambagem (português brasileiro) ou camber/sopé (português europeu) é a inclinação da roda de um veículo em relação ao plano vertical. Seu valor é denominado ângulo de cambagem (português brasileiro) ou ângulo de sopé (português europeu) (camber), será positivo (+) quando a parte superior da roda se inclinar para fora e negativo (-) quando ela se inclinar para dentro. Este ajuste, de um modo geral, controla as características de rolamento das rodas. A cambagem estando fora dos valores originais do veículo, pode causar desgaste irregular dos pneus, perda da estabilidade e aumento do consumo. Quando os valores de câmber entre as rodas possuem mais do que um grau de diferença, o veículo pode apresentar tendência a deriva (puxando) para o lado positivo.

Uma roda esquerda com cambagem negativa.

O ângulo de camber faz parte das leituras de Geometria da Suspensão, necessárias para o correto alinhamento da suspensão de um veículo.
Sempre que o ângulo da cambagem estiver fóra dos parâmetros estabelecidos pelo fabricante do veículo, deverá ser feita uma inspeção minuciosa, quanto a folgas, desgastes ou torções nas peças do conjunto de suspensão, caso haja irregularidades devem ser sanadas antes de qualquer trabalho na geometria. 
Muitos veículos não possuem regulagem de cambagem variável, neste caso o alinhador técnico terá de fazer uso de um ferramental especifico para o reposicionamento do angulo de cambagem. Esta ferramenta apesar de ser hidráulica não tem a função de entortar ou desentortar as peças do carro, mas de estando fixada a dois pontos distintos do conjunto movimentar precisamente no sentido necessário, posicionando o conjunto corretamente, o movimento será na junção entre os pontos movimentando os parafusos que unem as peças dentro do próprio orifício do parafuso, que na maior parte dos veículos permite uma variação de 2º sem forçar nenhuma peça, como os parafusos devem estar semi-apertados, a ferramenta hidráulica fará este movimento com facilidade, não colocando em risco nenhuma das peças do conjunto, pois o esforço no conjunto será inferior ao suportado pelo conjunto em curvas acentuadas.
Existem modelos em que a fixação é do tipo abraçadeira e nestes casos é necessário o posicionamento de calços próprios para este fim, permitindo que após apertado o angulo seja corrigido.
Grande parte dos veículos desde o inicio da década, tem sido montados com amortecedores com os orifícios dos parafusos de fixação alargados para permitir uma margem maior de correção (Exemplos: New Fiesta, Ecosport, Novo Uno, Novo Palio, Punto, etc...).

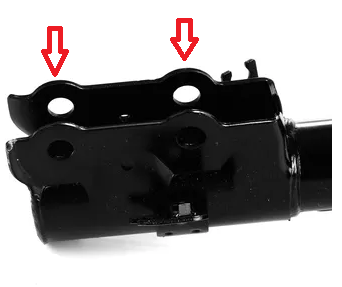
Orificios dos parafusos de fixação do amortecedor

O ajuste de cambagem vem sendo alvo de informações desencontradas, onde os proprietários de veículos estão sendo induzidos a não fazer a correção do angulo de cambagem, inclusive acusando quem faz esse trabalho de desonesto, porém, os efeitos da falta de correção são caros e podem ser desastrosos, tais como:
-Consumo excessivo e irregular dos pneus.
Pois o apoio deixa de ser centralizado forçando os chamados "ombros do pneu" do lado em que o angulo está pendendo.
-Perda da estabilidade.
Pois a área de contato com o solo pode ser diminuída em certas condições.
-Redução da vida útil dos embuchamentos e outras partes do conjunto de suspensão.
Pois quando o angulo do camber é alterado por buracos ou outras causas o alinhamento de direção é diretamente afetado pela aproximação ou afastamento do ponto superior da roda, 
o que pode deixar o alinhamento divergente ou convergente, forçando todo o conjunto para dentro ou para fora, desgastando prematuramente pneus, buchas, pivôs, terminais, etc...

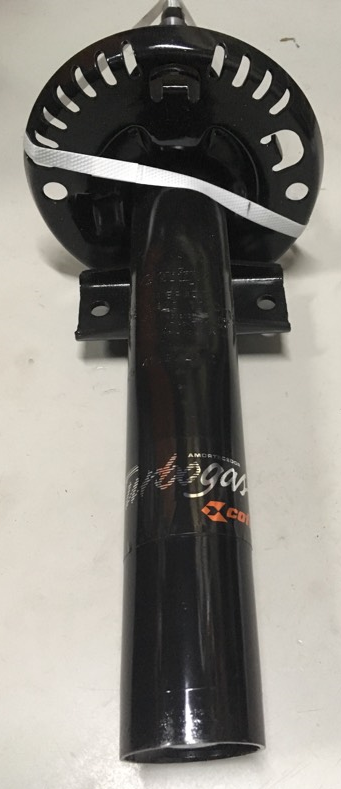
Amortecedor com fixação do tipo abraçadeira